# Patty Pravo
Patty Pravo (właśc. Nicoletta Strambelli) – włoska piosenkarka pop-rockowa, urodzona w 1948 roku w Wenecji. Zadebiutowała w roku 1966 i w ciągu wieloletnej kariery wylansowała takie przeboje jak „La bambola” (1968), „Pazza idea” (1973), „Pensiero stupendo” (1978), „...E dimmi che non vuoi morire” (1997) i „Cieli immensi” (2016). Uczestniczyła w konkursie Festiwalu Piosenki Włoskiej w San Remo 10 razy, zdobywając na nim do tej pory 3 nagrody krytyków.

## Życiorys
Jej rodzicami byli Aldo Strambelli i Bruna Caporin. Była wychowywana przez dziadków w dość liberalny sposób. Mieszkając w Wenecji, miała styczność z wieloma znanymi osobistościami, takimi jak poeta Ezra Pound i przyszły papież Jan XXIII. Od wczesnych lat pobierała lekcje gry na pianinie, tańca i solfeżu, a następnie uczęszczała do szkoły muzycznej im. Benedetto Marcellego.

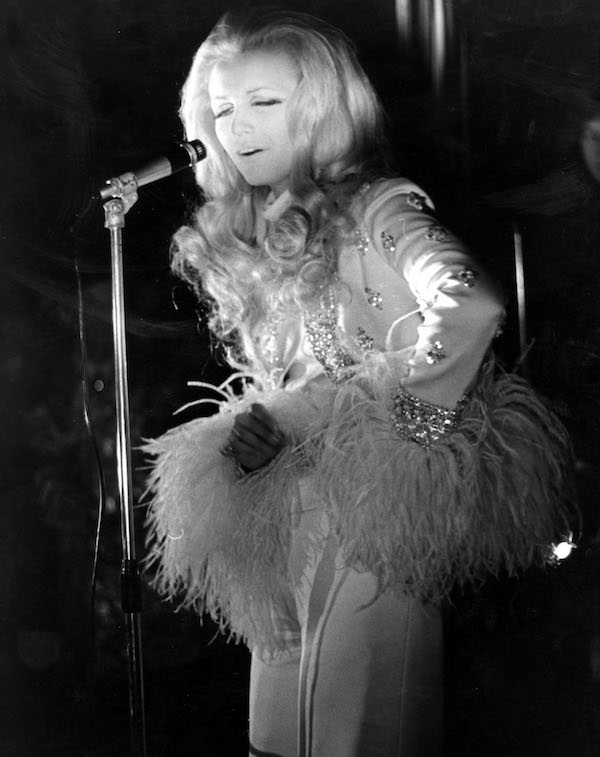
1969

Mając 15 lat opuściła rodzinny dom i wyjechała na krótko do Londynu, a następnie przeprowadziła się do Rzymu. Tam zaczęła pracować jako piosenkarka w klubie nocnym o nazwie Piper Club. W 1966 roku nagrała pierwszy utwór, włoski cover „But You’re Mine” z repertuaru duetu Sonny & Cher o tytule „Ragazzo triste”, który spotkał się z popularnością. W 1968 ukazał się jej przełomowy hit „La bambola”, który utrzymywał się na miejscu 1. we Włoszech przez dziewięć tygodni i trafił na zestawienia w kilku innych europejskich krajach, a także w Ameryce Południowej. Debiutancka imienna płyta Patty ukazała się w tym samym roku nakładem wytwórni RCA i również odniosła duży sukces, docierając do 1. miejsca na liście sprzedaży we Włoszech. Wylansowała kolejne przeboje, m.in. „Sentimento”, „Tripoli 1969” oraz „Il paradiso”. Jej drugi album, Concerto per Patty z 1969, uplasował się w pierwszej piątce włoskiej listy sprzedaży. W 1970 wystąpiła na festiwalu w San Remo z utworem „La spada nel cuore” w duecie z Little Tonym, zajmując 5. miejsce. W tym samym roku wydała następny duży przebój „Tutt’al più” z płyty Bravo Pravo.
Po wygaśnięciu jej kontraktu z RCA, Pravo związała się z wytwórnią Philips i nagrała trzy albumy o bardzej wysublimowanym i złożonym charakterze, wydane w latach 1971–1972. Pierwszy z nich, Di vero in fondo, promowany coverem „Love Story”, dotarł do pierwszej dziesiątki listy sprzedaży, jednak dwa kolejne nie cieszyły się już takim zainteresowaniem. W międzyczasie Patty wydała singel „Non ti bastavo più”, który był sporym hitem.
W roku 1973 Patty powróciła do wytwórni RCA i wydała jeden ze swoich największych przebojów, „Pazza idea”. Singel ten był numerem 1 we Włoszech przez dwa miesiące i wszedł na listy sprzedaży także w Holandii i Belgii. Album o tym samym tytule również był numerem 1 we Włoszech, tak jak i kolejny, Mai una signora (1974), zawierający przebój „Come un Pierrot”. W 1975 wydała kolejny popularny album, Incontro, z przebojowym singlem o tym samym tytule.
Współpracowała z greckim muzykiem Vangelisem nad kolejną płytą Tanto, wydaną w 1976, która także weszła do top 10 listy sprzedaży. Jeszcze w tym samym roku wydała dla wytwórni Dischi Ricordi kolejny imienny album, o bardzo eksperymentalnym charakterze, który spotkał się z porażką komercyjną, jednak uznawany jest obecnie za jedno z jej najlepszych dzieł.
W 1978 roku wystąpiła w kontrowersyjnym włoskim programie Stryx u boku Amandy Lear i Grace Jones. Wykonywała tam piosenki z albumu Miss Italia, który uplasował się w top 10 i zawierał jeden z jej największych przebojów, „Pensiero stupendo”. Singel dotarł do miejsca 2. we Włoszech i utrzymał się w pierwszej piątce przez ponad dwa miesiące. Kolejna płyta, nagrana w Monachium z niemieckimi producentami Munich Album, była połączeniem elektroniki i rocka. Nie powtórzyła sukcesu poprzednich albumów, jednak zawierała popularny singel „Autostop”.
Na początku lat 80. Pravo wyjechała do USA, rozczarowana negatywną prasą oraz włoską branżą muzyczną. Pozowała nago do włoskiej edycji „Playboya” i włoskiego magazynu erotycznego „Playmen”. Będąc w Ameryce, nagrała nowofalowy album Cerchi, wydany w 1982 przez CBO Records, który osiągnął umiarkowany sukces. W latach 80. nastąpił spadek zainteresowania artystką i żaden z wydanych przez nią wówczas albumów nie osiągnął sukcesu na listach sprzedaży. Płyta Occulte persuasioni z 1984 sprzedała się źle, choć otrzymała przychylne recenzje, a promujący ją singel „Per una bambola” zdobył nagrodę krytyków na Festiwalu w San Remo i wszedł do top 20 listy przebojów. Pravo występowała we włoskim programie rozrywkowym Premiatissima, a w 1985 osiągnęła średni sukces z singlem „Menù”.

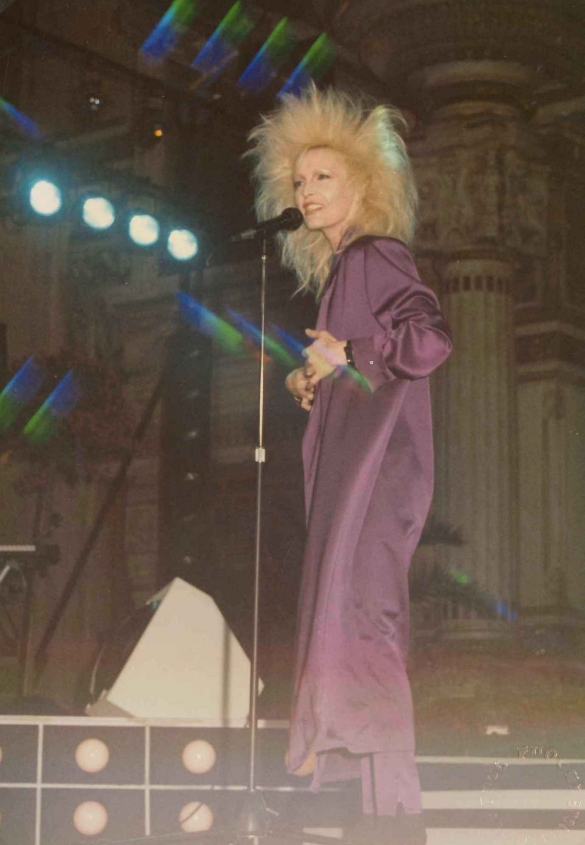
1987

Jej kolejny występ na San Remo, w 1987 roku, zakończył się skandalem, kiedy to utwór „Pigramente signora” został uznany za plagiat „To the Morning” Dana Fogelberga. Piosenka osiągnęła niski wynik w konkursie, choć była umiarkowanym sukcesem na listach przebojów. Artystka wydała następne dwa longplaye: Pazza idea z nowymi wersjami starszych utworów oraz Pigramente signora, jednak żaden z nich nie wszedł na listę sprzedaży.
W 1989 roku wydała płytę Oltre l’Eden... dla wytwórni Fonit Cetra, składającą się z eksperymentalnych kompozycji. Płyta nie była sukcesem komercyjnym, jednak spotkała się z bardzo pozytywnymi opiniami krytyków i jest obecnie uważana za jedną z najlepszych w dorobku Patty Pravo. W 1990 artystka miała wykonać na festiwalu w San Remo piosenkę „Donna con te”, jednak krótko przed wytępem zażądała gruntownych zmian w tekście i ostatecznie odmówiła występu. W tym samym roku wydała płytę Pazza idea eccetera eccetera... z nowymi wersjami własnych przebojów.
W 1992 roku została aresztowana za posiadanie haszyszu, jednak wypuszczona na wolność po trzech dniach. W następnym roku wyjechała do Chin, gdzie spędziła dziewięć miesięcy podróżując i pracując nad kolejnym albumem, Ideogrammi (1994), inspirowanym chińską muzyką i kulturą. Nie osiągnął on sukcesu komercyjnego, jednak otrzymał pozytywne recenzje. W 1995 roku Pravo ponownie wystąpiła na festiwalu w San Remo, ale proponowana przez nią piosenka „I giorni dell’armonia” nie spotkała się z sukcesem.
W 1996 roku wyruszyła w tournée obchodząc 30-lecie kariery, a na początku 1997 powróciła do San Remo z utworem „...E dimmi che non vuoi morire”. Tym razem był to sukces i piosenka zajęła 8. miejsce w konkursie oraz zdobyła nagrodę krytyków. Okazała się też jednym z największych hitów w karierze Pravo, docierając do 2. miejsca listy przebojów we Włoszech. Koncertowy album Bye Bye Patty wydany w tym samym czasie przez własny label Pensiero Stupendo i dystrybuowany przez Sony Music także był sukcesem komercyjnym, docierając do miejsca 3. – był to jej najlepszy wynik od ponad dwudziestu lat. Nowa wersja „Pensiero stupendo” została wydana jako singel i też weszła do pierwszej piątki. Przy następnej płycie studyjnej Notti, guai e libertà z 1998 roku, Patty współpracowała z jednymi z najbardziej popularnych włoskich kompozytorów. Album dotarł do miejsca 5. listy sprzedaży we Włoszech i uznawany jest za jeden z najlepszych w dorobku piosenkarki.
W roku 2000 Patty wydała album Una donna da sognare, który w większości wyprodukował Vasco Rossi. Choć płyta spotkała się z niezbyt przychylnymi recenzjami, to dotarła do miejsca 6. we Włoszech i zawierała hit o tym samym tytule. W 2001 roku wytwórnia Epic Records wydała koncertowy album Patty Live 99, który osiągnął umiarkowany sukces, a Pravo wystąpiła na charytatywnym koncercie Luciano Pavarottiego.
Kolejna płyta Radio Station (2002) cieszyła się pozytywnymi recenzjami i sukcesem komercyjnym. Zawierała utwór „L’immenso” zgłoszony na San Remo, gdzie zajął on 16. miejsce. W 2004 roku Pravo wydała awangardowy w brzmieniu album Nic-Unic, nagrywany we współpracy z młodymi, w większości nieznanymi muzykami. Płyta dostała pozytywne recenzje i uplasowałą się w top 20 we Włoszech, podobnie jak promujący ją singel „Che uomo sei”. W 2005 roku koncern Sony wydał kompilację Canzoni stupende, która weszła do top 40 listy sprzedaży. Jesienią 2006 Patty spadła ze sceny podczas koncertu na Sycylii raniąc się w usta i była zmuszona odwołać kolejne występy. W 2007 roku ukazała się płyta Spero che ti piaccia... Pour toi, będąca hołdem dla Dalidy. Wydawnictwo było poparte znikomą promocją i osiągnęło tylko niewielki sukces komercyjny. W tym samym roku Pravo opublikowała swoją pierwszą biografię o tytule Bla, bla, bla... nakładem wydawnictwa Arnoldo Mondadori Editore.

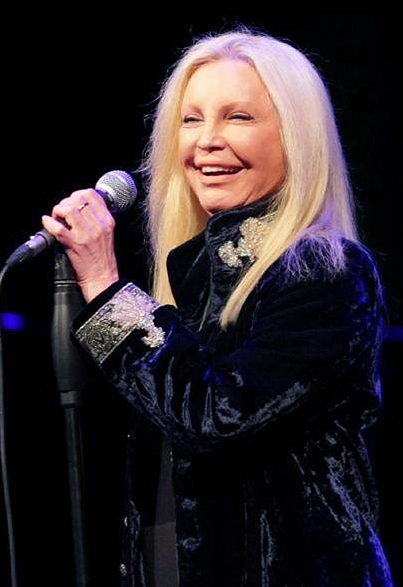
2013

W 2008 nagrała nową wersję piosenki „La bambola" z okazji jej 40-lecia. Wyruszyła w trasę koncertową, której owocem była kolejna płyta koncertowa, Live Arena di Verona – Sold Out, wydana na początku 2009 roku. Zawierała ona utwór „E io verrò un giorno là”, z którym Pravo wystąpiła na San Remo, jednak bez powodzenia. W 2011 ponownie wystąpiła na San Remo z piosenką „Il vento e le rose”, która odpadła z konkursu po dwóch dniach, choć dotarła do pierwszej trzydziestki listy przebojów we Włoszech. Singel promował nowy album Nella terra dei pinguini, wydany przez Carosello Records, który dostał przychylne recenzje i dotarł do miejsca 15. na liście sprzedaży. W 2012 roku Patty nagrała piosenkę „Com’è bello far l’amore” do filmu pod tym samym tytułem, która zdobyła „włoskiego Złotego Globa” (Globo d’oro). W tym samym roku wydała popularny singel „La luna”, a rok później kilkudyskową kompilację Meravigliosamente Patty, która dotarła do miejsca 30. we Włoszech. Wystąpiła w epizodycznej roli jako ona sama w greckim filmie Xenia.
W 2016 roku wystąpiła na festiwalu w San Remo z utworem „Cieli immensi”, który okazał się jednym z jej największych triumfów na festiwalu, plasując się na 6. miejscu i wygrywając nagrodę krytyków. Piosenka okazała się także hitem na włoskiej liście przebojów, a nowy album Eccomi zadebiutował w pierwszej dziesiątce listy sprzedaży. W 2017 Patty wydała nową autobiografię La cambio io la vita che..., a w kwietniu 2018 telewizja Rai 3 wyemitowała specjalny program z okazji jej 70. urodzin. W tym samym roku ukazał się jej kolejny album koncertowy, Live La Fenice (Venezia) – Teatro Romano (Verona).
W 2019 roku Pravo po raz dziesiąty wzięła udział w konkursie w San Remo, z utworem „Un po’ come la vita”, w którym towarzyszył jej piosenkarz Briga. Para zajęła jednak zaledwie 21. miejsce. Piosenka promowała nowy album Patty, zatytułowany Red, który dotarł do 17. miejsca we Włoszech. Pod koniec 2020 ukazała się kolejna biografia w formie fotoksiążki pt. Minaccia bionda, a następnie Pravo wyruszyła w trasę koncertową o tej samej nazwie.

## Życie prywatne
Patty Pravo była sześciokrotnie zamężna i wszystkie z tych związków zakończyły się rozwodem. Jej pierwszym mężem był brytyjski perkusista Gordon Faggetter, z którym pobrała się w Brighton w 1968 roku. W 1972 w Rzymie jej drugim mężem został projektant Franco Baldieri. Para rozstała się bardzo szybko, jednak nie przeprowadziła od razu rozwodu. W 1974, Pravo i Riccardo Fogli pobrali się w Szkocji w rytuale celtyckim. Związek ten nie był jednak uznawany za ważny we Włoszech, gdzie Patty wciąż była zamężna z Baldierim, a Fogli z piosenkarką Violą Valentino.
W połowie lat 70. Patty żyła w poliamorycznym związku z brytyjskim gitarzystą Paulem Jefferym i amerykańskim basistą Paulem Martinezem. W 1976 roku zawarła z Jefferym związek na Bali, który miał trwać pięć lat. W 1978 w Kalifornii pobrała się z Martinezem, tym samym popełniając bigamię. W 1982 roku wyszła za mąż za amerykańskiego gitarzystę Johna Edwarda Johnsona, w efekcie dopuszczając się poligamii, jako że wciąż była oficjalnie pobrana z Martinezem jak i z Baldierim.

## Dyskografia

### Albumy studyjne
| - 1968: Patty Pravo - 1969: Concerto per Patty - 1970: Patty Pravo - 1971: Bravo Pravo - 1971: Di vero in fondo - 1971: Per aver visto un uomo piangere e soffrire Dio si trasformò in musica e poesia - 1972: Sì... incoerenza - 1973: Pazza idea - 1974: Mai una signora - 1975: Incontro - 1976: Tanto - 1976: Patty Pravo - 1978: Miss Italia - 1979: Munich Album | - 1982: Cerchi - 1984: Occulte persuasioni - 1987: Pazza idea - 1988: Pigramente signora - 1989: Oltre l’Eden... - 1990: Pazza idea eccetera eccetera... - 1994: Ideogrammi - 1998: Notti, guai e libertà - 2000: Una donna da sognare - 2002: Radio Station - 2004: Nic-Unic - 2007: Spero che ti piaccia... Pour toi - 2011: Nella terra dei pinguini - 2016: Eccomi - 2019: Red |

### Albumy koncertowe
- 1997: Bye Bye Patty
- 2001: Patty Live 99
- 2009: Live Arena di Verona – Sold Out
- 2018: Live La Fenice (Venezia) – Teatro Romano (Verona)

### Single
- 1966: „Ragazzo triste”
- 1967: „Sto con te”
- 1967: „Se perdo te”
- 1968: „La bambola”
- 1968: „Sentimento”
- 1968: „Tripoli 1969”
- 1969: „Il paradiso”
- 1969: „Concerto per Patty”
- 1969: „Nel giardino dell’amore”
- 1970: „La spada nel cuore”
- 1970: „Per te”
- 1970: „La solitudine” (oraz Robert Charlebois)
- 1970: „Non andare via”
- 1970: „Tutt’al più”
- 1971: „Love Story”
- 1971: „Non ti bastavo più”
- 1972: „Io”
- 1973: „Pazza idea”
- 1974: „Come un Pierrot”
- 1975: „Incontro”
- 1976: „Tanto”
- 1976: „Grand Hotel”
- 1977: „Tutto il mondo è casa mia”
- 1978: „Pensiero stupendo”
- 1979: „Sentirti”
- 1979: „Autostop”
- 1984: „Per una bambola”
- 1985: „Menù”
- 1987: „Pigramente signora”
- 1987: „Contatto”
- 1995: „I giorni dell’armonia”
- 1997: „...E dimmi che non vuoi morire”
- 1997: „Pensiero stupendo ’97”
- 1998: „Les etrangers”
- 1998: „Strada per un’altra città”
- 1998: „Emma Bovary”
- 1998: „Angelus”
- 2000: „Una donna da sognare”
- 2000: „Una mattina d’estate”
- 2000: „Se chiudi gli occhi”
- 2002: „L’immenso”
- 2002: „Noi di là (Lagoinha)”
- 2004: „Che uomo sei”
- 2008: „La bambola”
- 2009: „E io verrò un giorno là”
- 2011: „Unisono”
- 2011: „Il vento e le rose”
- 2011: „La vita è qui”
- 2012: „Com’è bello far l’amore”
- 2012: „La luna”
- 2013: „Non mi interessa” (oraz Ermal Meta)
- 2016: „Cieli immensi”
- 2016: „Per difenderti da me”
- 2019: „Un po’ come la vita” (oraz Briga)
- 2019: „Pianeti”

## Występy na festiwalu w San Remo
- 1970: „La spada nel cuore” (oraz Little Tony) – 5. miejsce
- 1984: „Per una bambola” – 10. miejsce i nagroda krytyków
- 1987: „Pigramente signora” – 20. miejsce
- 1995: „I giorni dell’armonia” – 20. miejsce
- 1997: „...E dimmi che non vuoi morire” – 8. miejsce i nagroda krytyków
- 2002: „L’immenso” – 16. miejsce
- 2009: „E io verrò un giorno là”
- 2011: „Il vento e le rose”
- 2016: „Cieli immensi” – 6. miejsce i nagroda krytyków
- 2019: „Un po’ come la vita” (oraz Briga) – 21. miejsce

## Autobiografie
- 2007: Bla, bla, bla...
- 2017: La cambio io la vita che... Tutta la mia storia
- 2020: Minaccia bionda. A modo mio sempre contro tempo